# Ventogyrus chistyakovi
Ventogyrus chistyakovi, vrsta izumrle životinje koja je u prastara vremena plutala prekambrijskim oceanima, čiji su Fosili pronađeni na obalama današnjeg Bijelog mora i uz rijeku Onjega u Rusiji. 
Točan oblik vrste V. chistyakovi još nije točno utvrđen, jer još nije ustanovljeno pripadaju li svi raspoloživi fosilni ostaci istom organizmu, pa postoji nekoliko hipotteza kako je životinja izgledala. 
Mogućnost je da je bila mješinac oblika sifonore, ili rebraš (ctenophora) (Dzik, 2003) jajastog oblika.